# Sargeist
I Sargeist sono una band black metal finlandese, formatasi a Lappeenranta nel 1999.

## Formazione

### Formazione attuale
- Shatraug – basso (1999-2008) e chitarra (1999-presente)
- Horns – batteria (2002-presente)
- Hoath Torog – voce (2002-presente)
- Vainaja – basso (2009-presente)
- VJS – chitarra (2014-presente)

### Ex componenti
- Lord Volos – batteria (2000)
- Makha Karn – batteria (2001)
- Gorsedd Marter – chitarra (2001)

## Discografia

### Album in studio
- 2003 – Satanic Black Devotion (Moribund Records)
- 2005 – Disciple of the Heinous Path (Moribund Records)
- 2010 – Let the Devil In (Moribund Records)
- 2014 – Feeding the Crawling Shadows (World Terror Committee)

### Raccolte
- 2005 – Funeral Curses (Adversary)
- 2013 – The Rebirth of a Cursed Existence (World Terror Committee)

### Split
- 2002 – Merrimack/Sargeist (Moribund Records)
- 2004 – Sargeist/Temple of Baal (Grievantee Productions)
- 2004 – In Ruin & Despair/To the Lord Our Lives (Hearse Records)
- 2004 – Sargeist/Funeral Elegy (Paleur Mortelle)
- 2006 – Sargeist/Bahimiron (Obscure Abhorrence Productions)
- 2011 – Crimson Wine/As the Blood Flows On... (Moribund Records)

### EP
- 2008 – The Dark Embrace (Moribund Records)
- 2011 – Lair of Necromancy (Hospital Productions)

### Demo
- 1999 – Nockmaar
- 2001 – Nockmaar/Heralding Breath of the Pestilence (Warmoon Records)
- 2001 – Tyranny Returns (Warmoon Records)